# 梨壺の五人
梨壺の五人（なしつぼのごにん）とは、天暦5年（951年）村上天皇の命により、平安御所七殿五舎の一つである昭陽舎に置かれた和歌所の寄人である。昭陽舎の庭には梨の木が植えられていたことから梨壺と呼ばれた。『万葉集』の解読、『後撰和歌集』の編纂などを行った。
以下の五人である。
- 大中臣能宣
- 源順[1]
- 清原元輔
- 坂上望城
- 紀時文